# After Blue (Paradis sale)
After Blue (Paradis sale) è un film del 2021 scritto e diretto da Bertrand Mandico.

## Trama
Roxy è una ragazza solitaria che vive con sua madre Zora sul pianeta After Blue, popolato da sole donne. Un giorno, mentre vaga per le terre selvagge del pianeta, incontra una criminale, Kate Bush, intrappolata sotto la sabbia. Incuriosita dalle sue braccia pelose e dal suo "terzo occhio" sul pube, Roxy la libera, ma questa riprende subito i suoi propositi criminosi. Roxy e Zora vengono bandite dalla comunità in quanto ritenute responsabili delle sue azioni e si trovano dare la caccia a Kate tra le atmosfere surreali di After Blue.

## Distribuzione
Il film ha avuto la sua anteprima il 7 agosto 2021 al Festival di Locarno ed è stato distribuito nelle sale cinematografiche francesi a partire dal 16 febbraio 2022.

### Divieti
In Francia, è stato vietato ai minori di 12 anni.

## Riconoscimenti
- 2021 - Festival di Locarno[2]
  - Premio FIPRESCI
- 2021 - Sitges - Festival internazionale del cinema fantastico della Catalogna[3][4]
  - Premio speciale della giuria
  - Premio della critica "José Luis Guarner"